# 南卡纳达县
南卡纳达县（Tulu : ದಕ್ಷಿಣ ಕನ್ನಡ）是位于印度卡纳塔克邦的西南部的一個縣，濒临阿拉伯海，接壤喀拉拉邦。行政中心位於门格洛尔。南卡纳达县在印度季风期间降雨量丰富。